# ديف فيلوني
ديف فيلوني (مواليد 7 يونيو 1974) هو مخرج وسيناريست أمريكي، شارك في صناعة مسلسل آفاتار: أسطورة أنج والماندلوري.

## وصلات خارجية
- ديف فيلوني على موقع IMDb (الإنجليزية)
- ديف فيلوني على موقع روتن توميتوز (الإنجليزية)
- ديف فيلوني على موقع ألو سيني (الفرنسية)
- ديف فيلوني على موقع أول موفي (الإنجليزية)
- ديف فيلوني على موقع قاعدة بيانات الأفلام السويدية (السويدية)
- ديف فيلوني على موقع قاعدة بيانات الفيلم (الإنجليزية)
- ديف فيلوني على موقع كينوبويسك (الروسية)